# نوريفومي أبي
نوريفومي أبي (باليابانية: 阿部典史) مواليد 7 سبتمبر 1975 - الوفاة 7 أكتوبر 2007 في كاناغاوا، اليابان، كان متسابق دراجات نارية ياباني فاز ببطولة سباق الجائزة الكبرى للدراجات النارية. نافس في سباقات بطولة العالم لفئة 500 سي سي. كما شارك في بطولة العالم للسوبربايك وبطولة العالم للموتو جي بي. توفي إثر حادث مرور.

## روابط خارجية
- نوريفومي أبي على موقع MotoGP.com (الإنجليزية)
- نوريفومي أبي على موقع WorldSBK.com (الإنجليزية)